# Bertold Burkle
Pour l’article homonyme, voir Burkle.
Bertold Burkle est un karatéka allemand surtout connu pour avoir remporté une médaille de bronze en kumite individuel masculin moins de 75 kilos aux championnats d'Europe de karaté 1992 organisés à Bois-le-Duc, aux Pays-Bas.

## Résultats
| Résultat           | Date | Épreuve                   | Catégorie | Compétition                | Ville hôte          |
| ------------------ | ---- | ------------------------- | --------- | -------------------------- | ------------------- |
| Médaille de bronze | 1992 | Kumite individuel - 75 kg | Seniors   | Championnats du monde 1992 | Grenade, en Espagne |